# Komárno
Komárno (lyssna (fil); ungerska: (Rév)komárom; tyska: Komorn) är en stad i regionen Nitra i syd-västra Slovakien. Staden som har en yta av 102,8 km² har en befolkning, som uppgår till 36 596 invånare (2005).
Komárno som blev stad 1265 hade förr en stark befästning, och har ofta varit omtvistad i olika krig. Här har funnits flodhamn, jämte kvarn-, textil- och träindustrier, staden har legat längs järnvägen Wien-Budapest.